# 四大家族之龍虎兄弟
《四大家族之龍虎兄弟》是1991年上映的一部香港電影，由鍾少雄執導，呂良偉、郑则仕領銜主演。

## 故事大綱
片頭先從1990年代跛豪保外就醫，在臺灣的兩兄弟看到新聞說起。
1949年，大量中國大陸居民湧入香港，馬尖山與馬少海也在這亂世中赴港謀生，兩兄弟童年時在龍蛇混雜的三角碼頭當苦力工，他們在碼頭受盡地痞欺侮，同工卻不同酬。幸而兩人在老人（雷達飾）介紹下認識同為潮州出身的黑幫老大王老吉（陳惠敏飾）門下得到庇護，並收為養子，馬氏兄弟從此幫助王老吉經營字花攤，兩人打理字花生意。數年後，兩人已經成年，事業發展一帆風順，叱吒一時，但尖山不甘養父的生意不振，與兄長聯絡外人將字花攤生意攬入手中。
1968年，兄弟倆涉足毒品買賣，此時《遠方日報》（影射《東方日報》）報社社長孫立仁（黃仲渠飾）報社出現財政困難，向馬少林借錢，獲得馬少林財力支持其報業解決困難。馬世豪投資報業名利雙收，成為報業董事會主席，並依靠報紙的傳播力量打開了局面，並認識了議員陳國榮（劉志榮飾）。馬氏兄弟依靠議員的力量發展販毒事業，以進口屠宰牛隻掩護毒品走私。橫掃黑幫，事業蒸蒸日上，一家獨大。
然而馬氏兄弟的力量強大卻與掌管碼頭生意的幫會老大金牙駒（何家駒飾）發生衝突，馬少林在十哥（黃光亮飾）殺害金牙駒失敗後遭金牙駒報復，導致養父王老吉和眾多兄弟殞命，家毀人亡；為了復仇，馬氏兄弟與彪叔（韓義生飾）合作，在談和的飯局上殺了金牙駒。馬世豪靠毒品與黑幫事業成為四大家族之一。當他得知總華探長雷覺天不願收他的錢時，仍不以為意。
1974年，廉政公署宣告成立，形勢急轉直下。馬少林認為香港終將大變，因此早一步將資產轉移至臺灣；然而馬世豪認為廉政公署跟之前的反貪污科一樣都是玩假的，仍不以為意。兩兄弟在意見不合下，終於馬少林一家前往臺灣、馬世豪仍留在香港。馬少林一家臨走前，馬世豪問他有無遺留，馬少林回答他留下了弟弟。
留在香港的馬世豪看似仍前程似錦，然而在一場唐三彩的拍賣會中，馬世豪在眾目睽睽之下被廉政公署約談逮捕，馬少林決定重返香港，運用其豐富的人際關係讓馬世豪無罪釋放，卻遭到叛徒爛仔明出賣，被雷覺天逮捕入獄，雷覺天向馬世豪表明金牙駒是他的人，馬少林這才明白雷覺天與馬世豪是靠毒品與黑幫事業結下梁子。愛弟心切的少林則盡全力辦法營救這個唯一的弟弟平安歸來；在調虎離山之下，最後少林助世豪離開香港，二人在台灣重逢，前塵往事，言雖有盡，意卻無窮。

## 演員
| 演員         | 角色                   | 備注 | 粵語配音 |
| 呂良偉       | 馬尖山(臺灣版：馬世豪) | 馬少海之弟 王老吉之乾兒子 影射馬惜珍 | 朱子聰   |
| 宋本中(少年) | 馬尖山(臺灣版：馬世豪) | 馬少海之弟 王老吉之乾兒子 影射馬惜珍 |          |
| 鄭則仕       | 馬少海(臺灣版：馬少林) | 馬尖山之兄 王老吉之乾兒子 影射馬惜如 | 盧雄     |
| 阮德鏘(少年) | 馬少海(臺灣版：馬少林) | 馬尖山之兄 王老吉之乾兒子 影射馬惜如 | 沈小蘭   |
| 陳惠敏       | 王老吉                 | 字花檔負責人 馬尖山、馬少海之乾爹 後被金牙駒買兇殺害 | 黃子敬   |
| 黃光亮       | 十哥                   | 王老吉之手下 幫二馬去殺金牙駒時，反被殺害 | 原聲     |
| 利智         | 張璇                   | 歌手 馬尖山之女友，後為其妻 | 曾慶珏   |
| 商天娥       | 娥                     | 大排檔女少東 馬少海之妻子 | 何錦華   |
| 何家駒       | 金牙駒                 | 幫會老大，傲慢貪心，與馬氏兄弟合夥販毒不歡而散後買兇殺害王老吉與其手下，之後在飯局上遭到殺害                                                                        | 周永光   |
| 韓義生       | 彪叔                   | 幫會老大，與金牙駒是多年朋友但內心不滿金牙駒已久，與馬氏兄弟設局在飯局上殺害金牙駒，後在警隊掃黑行動中被捕                                                          | 源家祥   |
| 黃子揚       | 爛仔明                 | 彪叔之手下，後反目 後改投馬尖山，因偷竊吸毒而被逐出社團 後以污點証人助雷覺天指控馬尖山                                                                              | 張炳強   |
| 劉志榮       | 陳國榮                 | 議員 與馬氏兄弟勾結收受利益，並以議員的名義給警隊壓力橫掃黑幫 成為廉政專員後與馬氏兄弟反目，並肆意拘捕馬尖山 因馬少海以當初收受利益拍下照片及記錄，而被迫釋放馬尖山 | 原聲     |
| 胡楓         |                        | 警長 曾受馬世海的意思厚待身在警署羈留所的馬尖山，被雷覺天視為眼中釘 在馬少海營救馬尖山的行動為內應                                                                  | 原聲     |
| 曾江         | 雷覺天                 | 雷老虎、雷老總 總華探長 金牙駒和彪叔之靠山 馬氏兄弟之天敵 影射呂樂                                                                                                  | 原聲     |
| 龍彪         |                        | 活躍於三角碼頭的黑幫人士 曾欺負少年時的馬氏兄弟 | 源家祥   |
| 史美儀       |                        | 曾受命於馬尖山使字花檔慘賠 後被十哥發現並殺害 | 馮永和   |
| 林雪         | 阿雪                   | 王老吉字花檔伙計 | 周永光   |
| 雷达         |                        | 少年時馬氏兄弟之鄰居 當馬氏兄弟被黑幫欺負時，自稱是王老吉的人，並帶馬氏兄弟求見王老吉                                                                               | 周永光   |
| 黃仲渠       | 孫立仁                 | 報社社長 當初其報社出現財政困難，向馬少海借錢，獲得馬少海財力支持其報業解決困難，忠心替馬少海打理生意。                                                             | 源家祥   |
| 黎明詩       | 歌手                   | |          |

## 相關連結
- 馬惜如、馬惜珍：現實中故事原型人物

## 外部連結
- 互联网电影数据库（IMDb）上《四大家族之龍虎兄弟》的资料（英文）
- 香港影庫上《四大家族之龍虎兄弟》的資料（繁體中文）